# アスワン博物館
アスワン博物館（アスワンはくぶつかん、英: Aswan Museum、アスワン遺物博物館、英: Aswan Antiquities Museum）は、エジプトのアスワンに位置するエレファンティネ島 (Jazīrat Aswān) にある博物館である。
アスワン・ロウ・ダムを建設したウィリアム・ウィルコックスの別荘（ヴィラ、休息所）として1898年に建てられ、1912年、イギリス人エジプト学者のセシル・マラビー・ファースが設立した博物館に改装された。博物館の正式な開館は1917年とされる。博物館には、アスワン・ダムの建設中に発見・保管されていたヌビアの遺物（アーティファクト）が収蔵・展示された。
施設は1990年代に拡張され、ドイツ調査団らの発掘調査の関係により、1991-1993年に別館が、博物館の北10メートルに建設された。別館は面積約220平方メートルで3つの展示室を備え、1969年からその後1998年にわたるドイツとスイスの共同調査により発見された遺物1788点が展示された。博物館には、調度品、陶磁器、武器、ミイラ、彫像など、ヌビアおよびアスワンで発見・収集された歴史的遺物が展示された。その後、アスワン郊外にヌビア博物館が1997年11月に開館し、ヌビアの遺物の多くが移されている。
2011年エジプト革命による騒乱のうちに、数多くの博物館が盗難の被害を受けたが、3年後の2014年1月、アスワン博物館において遺物およそ100点（96点）が消失したと考古省より発表された。アスワン博物館は、2011年の騒乱以来閉鎖されていた。
2016年に、翌2017年の正式開館100周年の式典に合わせて博物館を外国人観光客に公開することが決定され、2017年2月21日、博物館の別館が開館した。別館の収蔵・展示は、石器、葬制絵画や葬送調度類、衣装やお守り (amulets) 、桃色（ピンク）花崗岩のトトメス2世像などの彫像のほか、ギリシャ・ローマ時代の硬貨（コイン）など多岐にわたる。
2021年11月、観光考古省（2019年12月統合）は、アスワン博物館の修復・再開発事業の一連の準備調査の開始を発表した。博物館付近にはナイロメーターがあり、クヌム神殿の遺構のほかサテト神殿が復元されるなど、エレファンティネ（古名アブウ、Abu〈Abw, Abou, Yebu, Yeb〉）遺跡群（英: Ruins of Abu）に関する調査が数多く行われている。